# Bill Dickens
Bill "The Buddha" Dickens (Chicago, 1958) is een Amerikaanse bassist. Dickens speelt al sinds zijn 4e basgitaar en speelde onder andere mee op cd's van Sly & the Family Stone.
Hij heeft samengespeeld met grootheden als Ramsey Lewis van 1983 tot 1989. Verder speelde Dickens ook nog samen met Pat Metheny, George Michael, Joe Zawinul, Janet Jackson, Grover Washington, Jr., Chaka Khan, Mary J. Blige, Freddie Hubbard, Al Di Meola, Dennis Chambers, Steve Morse, Randy Newman en The Hooters.

## Publicaties
- Bass Beyond Limits: Advanced Solo and Groove Concepts, Alfred Publishing Co., Inc., 1998, ISBN 076926493X
- Funk Bass and Beyond, Alfred Publishing Co., Inc., 2003, ISBN 0757916899

## Video
- The Bill Dickens Collection (DVD), Warner Bros. Publications, 2003